# Robert Mallary

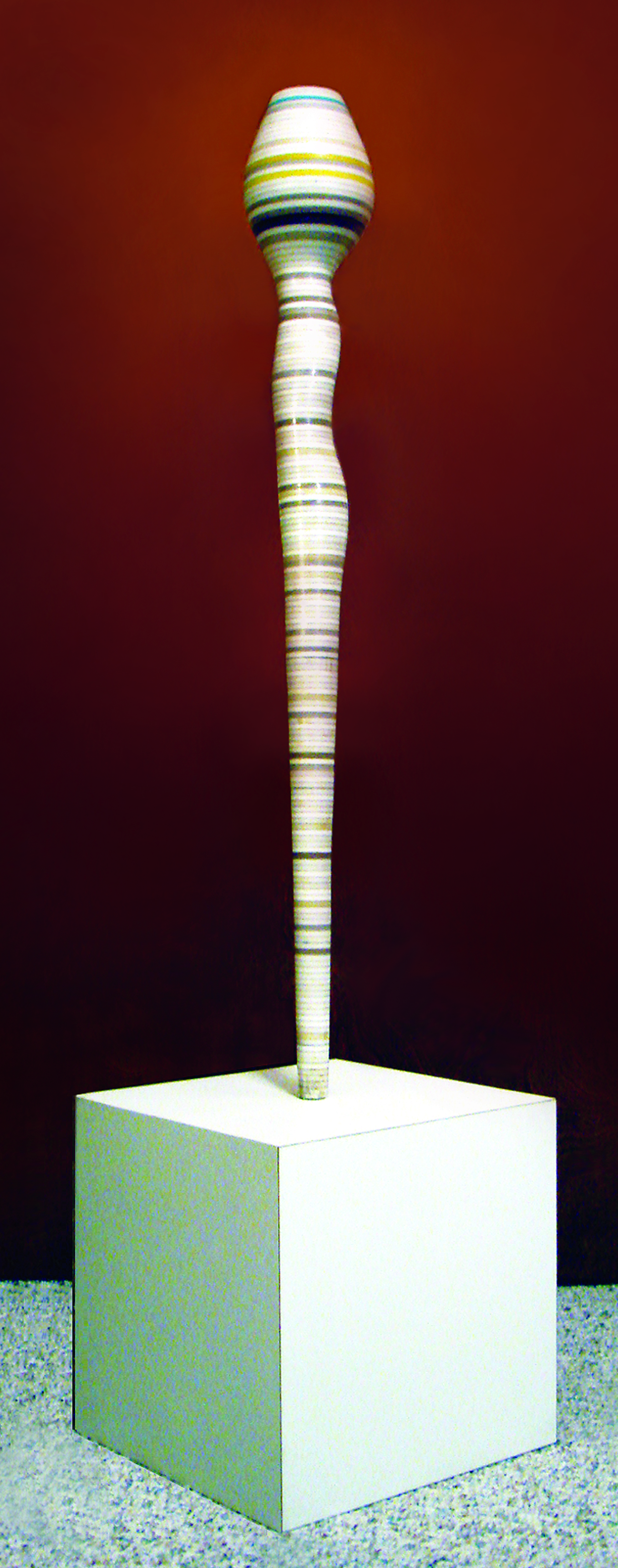
Quad 1, 1968. Escultura diseñada por computadora

Robert W. Mallary (2 de diciembre de 1917-10 de febrero de 1997) fue un escultor expresionista abstracto estadounidense y pionero en el arte computacional. En las décadas de 1950 y 1960, fue conocido por su escultura Neo-Dada o "arte basura", creada a partir de materiales encontrados y detritos urbanos (cartón, madera, trapos, y más tarde, trajes), ensamblados con resinas y plásticos líquidos endurecidos. El trabajo de Mallary está representado permanentemente en colecciones como el Museo de Arte Moderno, el Museo Whitney de Arte Americano, la Galería Nacional de Arte en Washington D. C., así como el Museo Victoria and Albert y la Tate Modern en Londres.
Un tema persistente en la carrera de Mallary fue su defensa del uso de la tecnología en la creación de arte. El video documental de 1992 de Copper Giloth, "Robert Mallary: Pionero en el arte"  describe la convicción de Mallary de que "el futuro del arte está en la tecnología".

En 1968, Mallary creó una de las primeras (quizás la primera) esculturas modeladas digitalmente, Quad 1. Este trabajo se mostró en la histórica exposición "Cybernetic Serendipity" en el Instituto de Arte Contemporáneo de Londres. Un trabajo posterior, Quad 3, se exhibió en la Exposición Anual de Escultura Estadounidense Contemporánea de 1968 del Museo Whitney.
Mallary nació en Toledo, Ohio, y creció en Berkeley, California . Se interesó por el arte desde su juventud y fue a la Ciudad de México para estudiar en la Escuela de Las Artes Del Libro (ahora Escuela Nacional de Artes Gráficas) en 1938-39, y luego en la Academia de San Carlos en 1942-43, donde se inspiró en José Clemente Orozco y David Alfaro Siqueiros . También estudió en Painter's Workshop School en Boston, Massachusetts en 1941.
Mientras continuaba con su carrera en bellas artes, Mallary trabajó como director de arte publicitario en Los Ángeles de 1945 a 1948, y como artista comercial hasta 1954. Sus pinturas (hechas con poliéster líquido) se exhibieron en la Urban Gallery en la ciudad de Nueva York en 1954, donde tuvo otras cuatro exhibiciones hasta 1959. Su trabajo también se mostró en la Galería de Gump en San Francisco (1953) y en el Museo de Santa Fe en Arizona (1958).
Mallary enseñó en la Escuela de Arte de California en Los Ángeles en 1949-50, en el Hollywood Art Center de 1950-54, y luego se convirtió en profesor de arte en la Universidad de Nuevo México en Albuquerque de 1955-59. Cuando se mudó a la ciudad de Nueva York en 1959 para enseñar en el Instituto Pratt en Brooklyn, Mallary era parte de la floreciente escena artística de Nueva York, junto con sus amigos Willem y Elaine de Kooning, Wayne Thiebaud, Joan Mitchell y Helen Frankenthaler. (En la década de 1940, Thiebaud y Mallary habían sido directores de arte en Rexall Corporation en Los Ángeles. ) En 1967, Mallary se convirtió en profesor de arte en la Universidad de Massachusetts en Amherst, donde enseñó hasta su jubilación en 1996. También fue profesor invitado en la Universidad Estatal de Pensilvania (1962), la Universidad de Minnesota (1965) y la Universidad de California en Davis (1963, 1967).
Las esculturas y ensamblajes abstractos en relieve de Mallary, creados a partir de cartón desechado, telas, arena y paja, unidos con resina de poliéster endurecida, aparecieron en la revista Life (24 de noviembre de 1961). Ya conocido por la innovación tecnológica en el arte, incluso antes de que se convirtiera en artista informático a fines de la década de 1960, las esculturas Luminous Mobile de Mallary habían aparecido en la revista Time (10 de marzo de 1952).
La monumental escultura "Cliffhangers" de Mallary se exhibió fuera del Pabellón del Estado de Nueva York en la Feria Mundial de 1964 en Flushing, Nueva York. Su trabajo se presentó en las exhibiciones "Sculpture USA" y "Sixteen Americans" en el Museo de Arte Moderno de la ciudad de Nueva York en 1959, y luego en su exhibición "Art of Assemblage" en 1961. Mallary fue recompensado con una beca Guggenheim en 1964.
La Galería Allan Stone en la ciudad de Nueva York tuvo cuatro exhibiciones del trabajo de Robert Mallary entre 1961 y 1966. La escultura de Mallary, Pythia, fue comprada para The Governor Nelson A. Rockefeller Empire State Plaza Art Collection en Albany, Nueva York en 1966. La Universidad Estatal de Nueva York en Potsdam tuvo una exhibición retrospectiva de Robert Mallary en 1968.
En 1993, el trabajo de Mallary se exhibió en la galería Mitchell Algus de Nueva York en la exposición "Robert Mallary: montaje temprano y gráficos informáticos recientes". Sus esculturas, ensamblajes, gráficos por computadora y arte de proyección estereoscópica en 3D se exhibieron en la Galería Herter de UMass en 1990 y en el Museo de Bellas Artes de Springfield en Massachusetts en 1995. La Mayor Gallery de Londres presentó la exposición, "Robert Mallary: The New Mexico Reliefs 1957-58" en Frieze New York en mayo de 2017. Mitchell Algus exhibió las esculturas y dibujos anteriores de Mallary en su exhibición en la galería de 2017, "Robert Mallary: The Human Condition (Work from 1936-1965)".
La "Mayor Gallery" de Londres ha exhibido el arte por computadora de Mallary, así como las esculturas y ensamblajes creados anteriormente en su carrera.  En 2018, The Mayor Gallery exhibió la escultura generada por computadora de Mallary, Quad 3, junto con sus dibujos de computadora en la exposición, "Escribiendo nuevos códigos: 3 pioneros en el arte por computadora 1969-1977". La "Mayor Gallery" vendió Quad 3 a la galería Tate en 2019.
Mallary tuvo problemas hepáticos en su vida posterior, probablemente debido a la toxicidad de los poliésteres líquidos que había utilizado para crear sus esculturas expresionistas abstractas en las décadas de 1950 y 1960. Vivía en Conway, Massachusetts, y murió de complicaciones debido a la leucemia en el Hospital Cooley Dickinson en Northampton, Massachusetts en 1997, a los 79 años. Dejó un legado de cuatro hijos (Michelle, Michael, Martine y Martin) y cuatro nietos.